# Кубанска митрополија
Кубанска митрополија (рус. Кубанская митрополия) митрополија је Руске православне цркве.
Образована је одлуком Светог синода од 12. марта 2013, а налази се у оквиру граница Краснодарске покрајине. У њеном саставу се налази шест епархија: Јекатеринодарска, Армавирска, Ејска, Новоросијска, Сочинска и Тихорецка.